# 디다노신
디다노신(Didanosine, ddI, DDI, 상품명 VIDEX)은 후천면역결핍증후군의 치료에 사용되는 약물이다. 고활성 항레트로 바이러스 치료(HAART)에 사용되는 약물로 다른 약물과 함께 사용된다. 역전사 효소 저해제이다.
디다노신은 1975년에 처음 설계되었으며 1991년에 미국에서 사용하도록 승인되었다.

## 부작용
디다노신의 가장 흔한 부작용은 설사, 구역, 구토, 복통, 열, 두통 및 발진이 있다. 말초신경증은 디다노신 임상 시험 참가자의 21-26%에서 발생했다.
췌장염은 거의 관찰되지 않지만 때때로 사망을 초래할 수 있다. 보고된 또 다른 심각한 부작용은 망막 변화, 시신경염 및 간 기능의 변화이다. 이러한 심각한 부작용 중 일부의 위험은 알코올을 마시면 증가한다.
2010년 2월, 미국 식품의약국(FDA)은 디다노신(VIDEX)를 사용하여 환자가 드물지만 치명적인 간질환이 생길 수 있다고 발표했다.

## 약물 상호 작용
- 알로퓨리놀과의 유의한 상호 작용이 기록되었으며, 이들 약물의 병용은 피해야한다.[4]
- 인디나비르 및 델라비린 복용 시, 혈장 수준의 감소는 디다노신과 동시에 투여 될 때 발생하는 것으로 나타났다. 이 약들은 각각 다른 시간에 투여해야한다.
- 케토코나졸, 이트라코나졸, 시프로플록사신은 완충제와의 상호 작용으로 인해 디다노신과 다른 시간에 투여해야한다.
- 잘시타빈 및 스타부딘과 같이 독성이 중복되는 약물은 투여하지 않는 것이 좋다.
- 알코올은 디다노신의 독성을 악화시킬 수 있으므로, 디다노신을 복용하는 동안 음주를 피해야 한다.

## 저항
지도부딘(AZT)보다 느리지만, 디다노신에 대한 약물 내성이 발생한다. 생체 내에서 관찰되는 가장 흔한 돌연변이는 바이러스 성 pol 유전자에서 L74V이며, 이는 잘시타빈에 대한 교차-저항을 부여하고; 관찰된 다른 돌연변이는 K65R 및 M184V를 포함한다.

## 작용 물질
디다노신(ddI)은 아데노신의 유사체이다. 그것은 다른 염기성 유사체와 다르다. 왜냐하면 규칙적인 염기가 없기 때문에 대신 당 고리에 하이포잔틴이 붙어 있기 때문이다. 세포 내에서 ddI는 세포 효소에 의해 디데옥시아데노신트리포스페이트(ddATP)의 활성 대사 산물로 인산화된다. 다른 항HIV 뉴클레오시드 유사체와 같이, 이는 혼입에 의해 억제제로서 작용하고 천연 dATP와 경쟁함으로써 바이러스 역전사 효소를 억제한다.

## 약물동태학
디다노신의 경구 복용은 상당히 낮지만(42 %) 빠르다. 음식은 디다노신 생체 이용률을 실질적으로 감소시키기 때문에 공복에 투여해야 한다. 혈장의 반감기는 1.5시간에 불과하지만, 세포 내 환경에서는 12시간 이상이다. 장용 코팅 제제도 시판되고 있다. 약물의 분해는 주로 신장에서 일어난다.

## 역사
2, 3-디데옥시아데노신(ddA)과 관련된 디다노신은 1964년에 모리스 J. 로빈스와 RK 로빈스에 의해 1964년에 합성되었다. 그 후, 미국 암연구소(NCI)의 Samuel Broder, Hiroaki Mitsuya, Robert Yarchoan은 ddA와 ddI가 시험관에서 HIV 복제를 억제 할 수 있다는 사실을 발견했으며, 디다노신이 HIV에 감염된 환자에게 효과가 있음을 보여주는 초기 임상 시험을 수행했다. NCI를 대표하여 이들 활동에 대한 특허를 받았다. NCI는 제품을 직접 판매하지 않기 때문에 미국 국립보건원(National Institutes of Health)는 브리스톨 마이어스 스큅(BMS, Bristol-Myers Squibb Co.)에 10년 독점 라이센스를 부여하여 ddI를 Videx 약제로 판매하였다.
디다노신은 1991년 10월 9일 미국 식품의약국(FDA)에 의해 미국을 포함한 다른 많은 국가에서 HIV 감염 치료를 위해 승인 된 두 번째 약물이 되었다. FDA의 승인은 초기 항HIV 약물인 지도부딘(AZT)의 가격을 낮추는 데 도움이되었다.
디다노신은 산 안정성이 약하기 때문에 위산에 의해 쉽게 손상된다. 따라서, FDA는 위산을 중화시키기 위해 제산제 완충 화합물을 포함하는, 씹을 수 있는 정제를 사용했다. 씹을 수있는 정제는 크고 깨지기 쉬웠을뿐만 아니라 맛이 좋았다. 하지만 완충 화합물은 설사를 유발할 수 있었다. FDA는 1일 1회 투여에 대한 최초의 제형을 승인하지 않았지만 일부 사람들은 그러한 방식으로 복용할 수 있었다.
BMS는 10년 라이센스가 만료된 때, Videx를 Videx EC로 재구성하고 특허를 획득했으며 이는 FDA가 2000년에 승인하였다. 새로운 제형은 완충 화합물을 사용하는 대신 코팅된 작은 캡슐이다. 1일 1회 투여에 대해 FDA의 승인을 받았다. 또한 10년의 기간이 끝날 무,렵 NIH는 비독점 라이센스로 Bara Laboratories에 디다노신을 라이센스했으며, 디다노신은 미국에서 최초로 판매되는 일반 항HIV 약물이 되었다.